# Michael Frieser

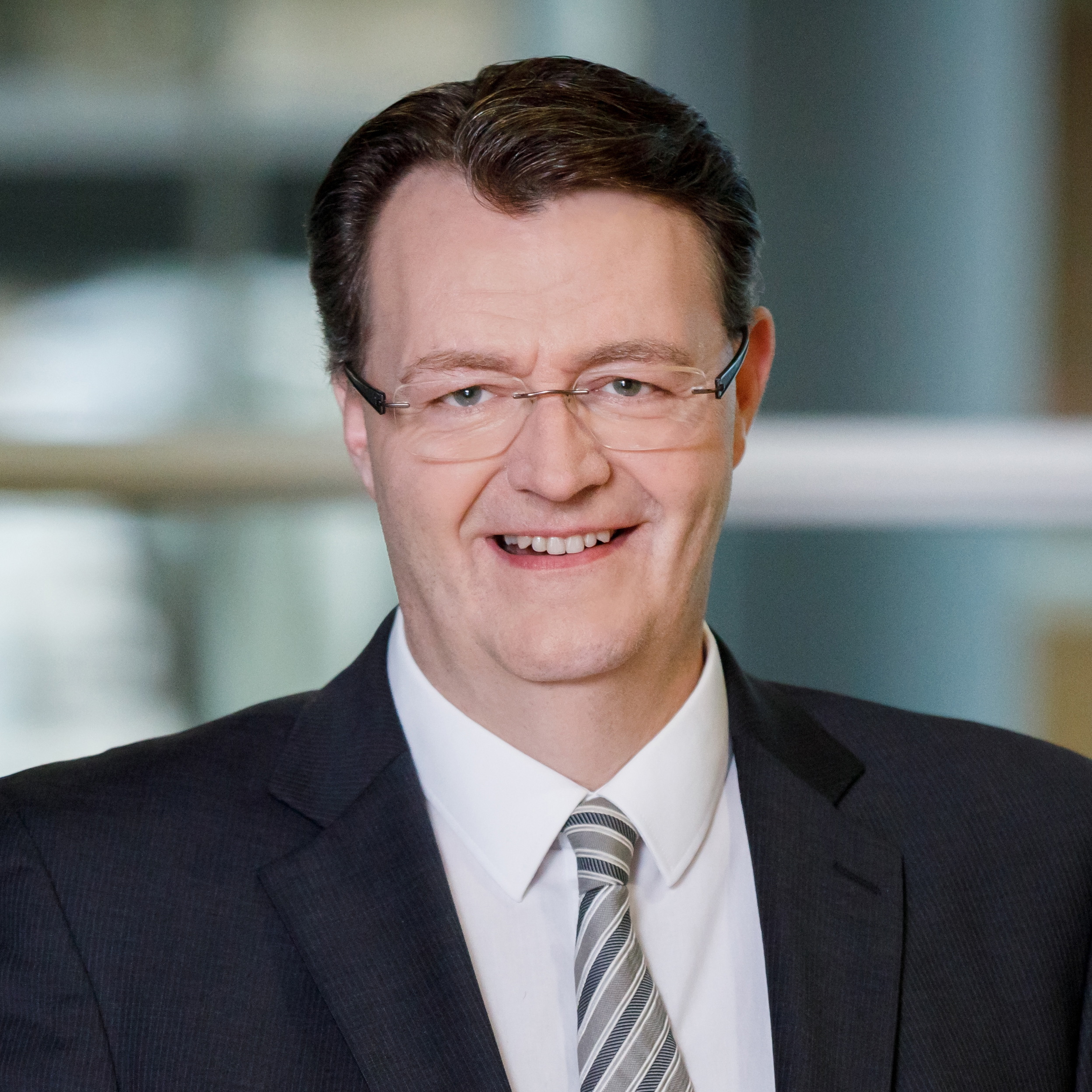
Michael Frieser (2018)

Michael Edwin Frieser (* 30. März 1964 in Nürnberg) ist ein deutscher Politiker der CSU und Rechtsanwalt. Seit 2009 ist Frieser Mitglied des Deutschen Bundestages.

## Leben
Nach dem Abitur am Willstätter-Gymnasium in Nürnberg studierte Frieser Rechtswissenschaften an der Friedrich-Alexander-Universität Erlangen-Nürnberg. Sein Studium schloss er 1990 mit dem ersten und 1994 mit dem zweiten Staatsexamen ab. Von 1994 bis 1996 war er wissenschaftlicher Mitarbeiter im Deutschen Bundestag. Von 1996 bis 2009 war er Mitglied der CSU-Stadtratsfraktion in Nürnberg, ab 2003 ihr Fraktionsvorsitzender.
Seit dem 28. April 2018 ist Frieser Vorsitzender des CSU-Bezirksverbandes Nürnberg-Fürth-Schwabach.
Frieser ist katholisch und verheiratet.

## Bundestagsabgeordneter
Seit der Bundestagswahl 2009 hat Michael Frieser stets das Direktmandat im Wahlkreis Nürnberg-Süd gewonnen. Er war im 17. Deutschen Bundestag Mitglied im Innenausschuss, im Rechtsausschuss und im Ausschuss für Menschenrechte und humanitäre Hilfe. Frieser war integrationspolitischer Beauftragter der CDU/CSU-Bundestagsfraktion.
Er war im 18. Deutschen Bundestag erneut Ordentliches Mitglied im Innenausschuss, stellvertretender Vorsitzender des 2. Untersuchungsausschusses zur Edathy-Affäre, Mitglied im Kuratorium der Bundeszentrale für politische Bildung, im Gremium nach § 23c Absatz 8 Zollfahndungsdienstgesetz, in der CSU-Landesgruppe im Deutschen Bundestag Vorsitzender des Arbeitskreises I – Innen, Recht und Verbraucherschutz, Kommunalpolitik, Sport und Ehrenamt, Kultur und Medien sowie Beauftragter für den demografischen Wandel der CDU/CSU-Fraktion im Deutschen Bundestag.
Im 19. Deutschen Bundestag war Frieser Ordentliches Mitglied im Rechtsausschuss, Ausschuss für Wahlprüfung, Immunität und Geschäftsordnung sowie Ausschuss für Kultur und Medien. Zudem war er Justiziar und Beauftragter für den demografischen Wandel der CDU/CSU-Fraktion im Deutschen Bundestag und ordentliches Mitglied im 2. Untersuchungsausschuss der 19. Wahlperiode des Deutschen Bundestages. Er gehörte als stellvertretendes Mitglied dem Wahlausschuss an.
Im 20. Deutscher Bundestag ist Frieser weiterhin Justiziar seiner Fraktion und Mitglied im Ausschuss für Kultur und Medien. Stellvertretendes Mitglied ist er im Ausschuss für Wahlprüfung, Immunität und Geschäftsordnung und Wahlausschuss.
Bei der Bundestagswahl 2025 wurde Frieser mit 36 Prozent der Erststimmen im Bundestagswahlkreis Nürnberg-Süd in den 21. Deutschen Bundestag gewählt. Er ist dort stellvertretendes Mitglied im Ausschuss für Wahlprüfung, Immunität und Geschäftsordnung, im Ausschuss für Kultur und Medien sowie im Ausschuss für Recht und Verbraucherschutz.